# Eulophia mangenotiana
Eulophia mangenotiana är en orkidéart som beskrevs av Jean Marie Bosser och Veyret. Eulophia mangenotiana ingår i släktet Eulophia och familjen orkidéer. Inga underarter finns listade i Catalogue of Life.